# Ворошневе
Ворошневе (рос. Ворошнево) — присілок в Курському районі Курської області Російської Федерації.
Населення становить 3275 осіб. Входить до складу муніципального утворення Ворошневська сільрада.

## Історія
Населений пункт розташований на території українського етнічного та культурного краю Східна Слобожанщина.
Від 2004 року входить до складу муніципального утворення Ворошневська сільрада.

## Населення
| 2002 | 2010  | 2021  |
| ---- | ----- | ----- |
| 3319 | ↘3261 | ↗3275 |